# Fokker D.XIII
Le Fokker D.XIII était un avion de combat produit par Fokker aux Pays-Bas au milieu des années 1920. Conçu comme chasseur, il a surtout servi comme avion d'entraînement de chasse des aviateurs allemands au sein de l'école de pilotage clandestine de Lipetsk.

## Historique

### Développement
Conçu en 1924, le Fokker D.XIII était un développement du Fokker D.XII, qui lui-même dérivait du modèle D.XI. Il se différenciait des deux modèles précédents par une aérodynamique considérablement raffinée et un nouveau groupe motopropulseur. Le nouveau chasseur était donc prévu pour être plus lourd et puissant que les modèles précédents. Le nouveau moteur choisi était un Napier Lion de 450 ch construit sous licence,. Équipé de moteur Napier Lion XI de 570 ch pour des essais, le Fokker D.XIII avait réussi à atteindre la vitesse de 270 km/h ce qui en faisait l'un des plus rapides chasseurs du monde à cette époque,. Certains Fokker D.XIII auraient été équipés de moteurs Lorraine-Dietrich et Hispano-Suiza.
Comme ses prédécesseurs, il s'agissait d'un sesquiplan conventionnel à une baie avec des ailes décalées renforcées par des jambes de force en V. Le pilote était assis dans un cockpit ouvert et le train d'atterrissage était du type à patin arrière fixe. Les ailes étaient en bois, d'une seule pièce et recouvertes de contreplaqué, et le fuselage était constitué de tube d'acier soudé recouvert de tissu. Par contre, contrairement aux modèles classiques de Fokker, le nouveau design de l'appareil était beaucoup arrondi, moins anguleux, offrant une meilleure pénétration dans l'air.
Le Fokker D.XIII était fabriqué dans l'usine Papaverweg de Fokker à Amsterdam-Nord. Il effectua son premier vol le 12 septembre 1924,.
Conçu comme un chasseur, il était équipé de deux mitrailleuses de 7,92 mm synchronisées LMG 08/15.

### Records

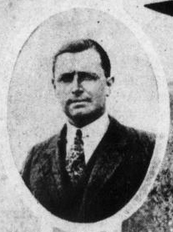
Bertus Grasé

Présenté au salon de Paris en 1924,, il affichait déjà de belles performances avec près de 280 km/h et une montée à 5000 m en 12 minutes. Son plafond absolu était de 9500 m et celui de service de 8000 m. Mais c'est surtout l'année suivante que le Fokker D.XIII fera parler de lui.
Le pilote d'essai et ingénieur Bertus Grasé de l'entreprise Fokker a établi quatre records mondiaux à bord du D.XIII et ceux-ci ont été obtenus avec des avions de série équipés de moteur de série aussi,. Il sera ensuite nommé directeur de la recherche au sein de l'entreprise hollandaise. C'est le 16 juillet 1925 que l'un des premiers exemplaires de l'avion de production a été utilisé par Bertus Grasé pour établir quatre nouveaux records mondiaux de vitesse : le record de vitesse avec une charge utile de 500 kg /1102 lb (265,7 km/h ou 165,7 mi/h), le record de transport de la même charge utile sur une distance de 200 km (264,2 km/h ou 164,7 mi/h), tout en établissant les mêmes records pour le transport d'une charge utile de 250 kg (551 lb),.

### Livraison secrète

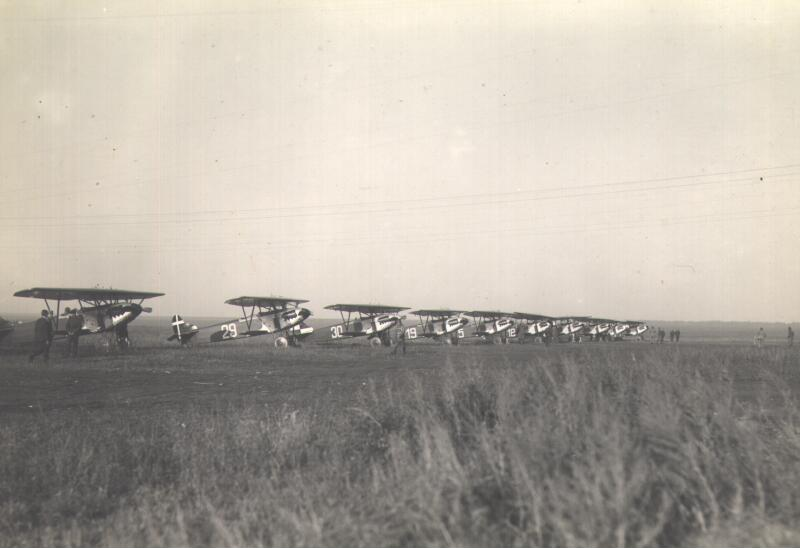
Alignement de Fokker D.XIII à Lipetsk

Le financier Hugo Stinnes avait conduit les négociations par l'intermédiaire du capitaine Hormel pour acquérir des avions Fokker,. Anthony Fokker a montré aux allemands le design d'un avion dérivé du Fokker D.XI mais plus lourd et puissant basé sur le moteur Napier Lion. La négociation a donc tourné autour de l'acquisition de 50 Fokker D.XI et 50 avions du nouveau modèle montré, le D.XIII. Les allemands ne commanderont finalement que le modèle D.XIII tandis que les 50 Fokker D.XI seront achetés par la Roumanie. Ainsi, sous couvert d'une commande fictive de l'Argentine,, c'est bel et bien l'armée allemande qui avait acheté ces 50 avions, faisant même inspecter l'avancée des constructions par le major Félix Wagenführ qui avait été responsable du Flugzeugmeisterei à Berlin-Adlershof pendant la Première Guerre mondiale. Les tests d'acceptation des appareils avaient été conduits dans les airs par le pilote d'essai Hans Leutert. Après ces tests, ils seront vérifiés par le futur général de la Luftwaffe Kurt Student,,.
Les avions étaient transportés à Lipetsk en Union soviétique via Stettin où le cargo Edmund Hugo Stinnes arriva le 28 mai 1925. De Stettin, ils partent à Leningrad où les avions sont livrés le 29 mai 1925. De Leningrad, les avions non assemblés sont chargés dans des wagons avec portes scellées et des gardes armés, puis le train passe par Moscou où il fait une halte pour le charbon et l'eau et termine ensuite son trajet à Lipetsk. Les premiers vols sont effectués peu après. Lors de leur livraison, ces avions étaient peints en vert et or.

### Formation de l'armée allemande
Ces 50 Fokker D.XIII formaient le plus gros contingent d'avions de l'école jusqu'à l'abandon du programme en 1933. La transition des élèves pilotes depuis les avions d'entraînements de faible puissance vers ces chasseurs presque deux fois plus rapides a été plus douce qu'attendu par les instructeurs. De nombreux pilotes passaient d'abord leurs premières heures d'entraînement sur le Heinkel HD 17. Comme le rappelle le colonel Wolfgang Falck plus tard, lorsqu'ils passaient ensuite sur le chasseur hollandais théoriquement acheté par l'Argentine, les pilotes disposaient d'un manuel technique de l'appareil rédigé en espagnol. Les commandes du Fokker D.XIII étaient souples et il avait une très bonne stabilité en vol horizontal. Rapide et répondant bien aux manœuvres, le D.XIII pouvait aussi pardonner aux élèves les petites erreurs de pilotage. Les instructeurs regrettaient toutefois la montée presque verticale de type ascenseur  et la vitesse de décrochage très faible typique du modèle D.VII. Les principaux problèmes initiaux venaient de la maintenance des moteurs Napier Lion qui devait être faite en Angleterre via la Hollande sans que les Anglais ne se doutent de favoriser la renaissance de la Luftwaffe.
Jusqu'en 1927 inclus, chaque été, trente pilotes vétérans venaient à Lipetsk pour une formation de 22 semaines sur Fokker D.XXII se terminant jusqu'au combat de deux escadrilles de neuf appareils (mêlant élèves et instructeurs),. Ces deux escadrilles comprenant une de chasse (Jagdstaffel) et une de chasse de démonstration (Jagdlehrstaffel) se combattaient. Les points ou victoires obtenues étaient mesurées grâce à des caméras et évaluées en chambre noire après développement.
À partir de 1931, les D.XIII ont parfois été équipés de supports pour six bombes de 10 kg et de mécanismes de largage pour des entraînements comme chasseurs-bombardiers. À la même période, à la suite des décisions de relancer une base militaire secrète à Rechlin dans le Mecklembourg, les Fokker D.XIII endommagés ou nécessitant des réparations n'étaient ni remplacés, ni réparés. Près de 120 pilotes nouveaux et vétérans ont été formés à l'école de chasse sur le D.XIII,,.
Parmi les pilotes formés sur Fokker D.XIII, on retrouve les généraux Otto Deßloch, Martin Fiebig, Kurt Pflugbeil, Hans Seidemann, Hermann Plocher ou encore le colonel Wolfgang Falck,.

### Autres nations
En 1933, les 30 appareils restants à Lipetsk (dont deux achetés séparément du lot d'origine) furent remis à l'armée de l'air soviétique qui les avait expressément demandé,,.
Aux débuts de la rébellion nationaliste espagnole, la force aérienne de Franco ne composait que de 88 pilotes et 50 avions dont 3 Fokker D.XIII, 3 vieux Dornier wal, 33 Breguet XIX ainsi qu'une douzaine d'avions légers.

## Opérateurs
République de Weimar
- Reichswehr[1],[30].
  - École de pilotage de Lipetsk, Lipetsk

50 appareils dont les numéros 5, 6, 19, 29, 30 (voir photo ci-dessus).
 Union soviétique,.
- Armée de l'air soviétique

Immatriculation CN4604 et n°5 soviétique
Immatriculation CN4606 et n°7 soviétique (ce D.XIII s'était crashé en se retournant)
Immatriculation CN4608 et n°9 soviétique (détruit dans un crash)
Immatriculation CN4609 et n°10 soviétique (ce D.XIII s'était aussi crashé en se retournant)
Immatriculation CN4610 et n°11 soviétique (ce D.XIII a été équipé de skis-patins pour décoller sur la neige)
Immatriculation CN4687 et n°29 soviétique
Immatriculation CN4688 et n°30 soviétique (ce D.XIII a été équipé de skis-patins)
Immatriculation CN4689 et n°31 soviétique
Espagne nationaliste 
- armée de l'air rebelle (Franquiste)

3 appareils.